# 南昌绿地中央广场

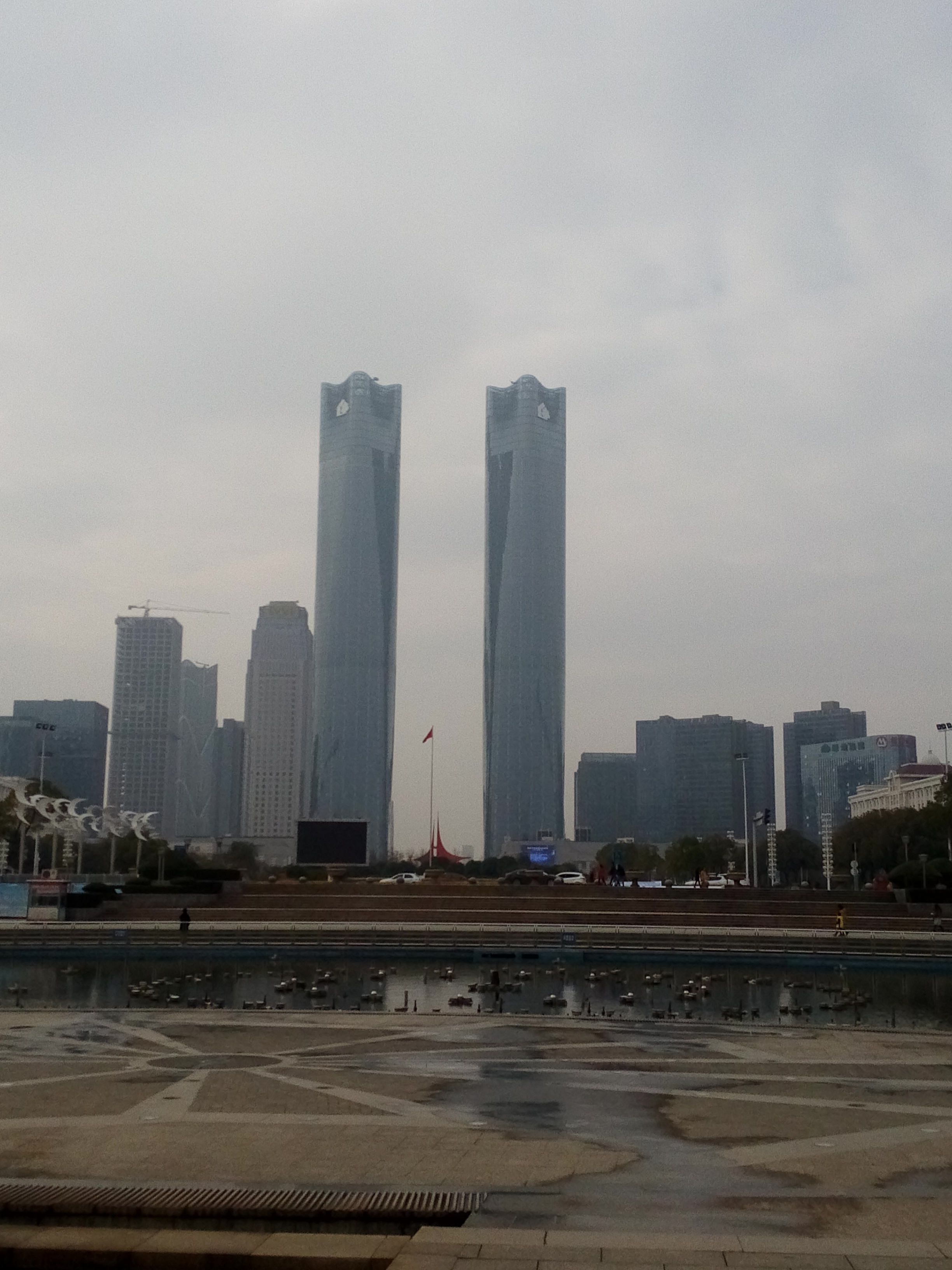
秋水广场中央喷泉和远处的绿地双子塔

南昌绿地中央广场（英語：Nanchang Greenland Central Plaza）是两栋超高层摩天大楼，位于中国江西省南昌市，由绿地集团承建。建筑高度为303米，地上59层。